# Décipium
Le décipium ou décepium était un nouvel élément chimique supposément isolé par Marc Delafontaine de la samarskite. Il a publié sa découverte en 1878 puis un article de suivi en 1881,,.
Le décipium était considéré comme faisant partie du groupe du cérium des terres rares.
Plus tard[Quand ?], il a été démontré que le décipium était un mélange de samarium et d'autres terres rares.